# Movistar Team w sezonie 2020
Movistar Team w sezonie 2020 – podsumowanie występów zawodowej grupy kolarskiej Movistar Team w sezonie 2020, w którym należała ona do dywizji UCI WorldTeams.
Występy grupy Movistar Team w sezonie 2020 zostały przedstawione w drugim sezonie serialu dokumentalnego Zaskakujący dzień: zespół Movistar od szatni (ang. The Least Expected Day) wyprodukowanego dla platformy Netflix.

## Transfery
Opracowano na podstawie:
| Przybyli          | Przybyli                      | Odeszli                 | Odeszli            |
| Kolarz            | Poprzednia grupa (2019)       | Kolarz                  | Nowa grupa (2020)  |
| ----------------- | ----------------------------- | ----------------------- | ------------------ |
| Dario Cataldo     | Astana Pro Team               | Nairo Quintana          | Arkéa–Samsic       |
| Enric Mas         | Deceuninck-Quick Step         | Daniele Bennati         | –                  |
| Davide Villella   | Astana Pro Team               | Mikel Landa             | Bahrain McLaren    |
| Albert Torres     | Inteja-Dominican cycling team | Richard Carapaz         | Ineos Grenadiers   |
| Sergio Samitier   | Euskadi Basque Country-Murias | Andrey Amador           | Ineos Grenadiers   |
| Mathias Norsgaard | Riwal Readynez                | Carlos Barbero          | NTT Pro Cycling    |
| Matteo Jorgenson  | –                             | Rafael Valls            | Bahrain McLaren    |
| Gabriel Cullaigh  | Team Wiggins Le Col           | Winner Anacona          | Arkéa–Samsic       |
| Einer Rubio       | –                             | Rubén Fernández Andújar | Euskaltel-Euskadi  |
| Johan Jacobs      | –                             | Jasha Sütterlin         | Team Sunweb        |
| Juri Hollmann     | Heizomat – Rad-Net.de         | Jaime Rosón             | –                  |
| Juan Diego Alba   | Coldeportes-Zenú              | Jaime Castrillo         | Equipo Kern Pharma |
| Sebastián Mora    | Caja Rural-Seguros RGA        |                         |                    |
| Íñigo Elosegui    | –                             |                         |                    |

## Skład
Opracowano na podstawie:
| Skład drużyny 2020                       | Skład drużyny 2020   | Skład drużyny 2020 | Skład drużyny 2020                       |
| Imię i nazwisko                          | Data urodzenia       | Państwo            | Poprzednia grupa                         |
| ---------------------------------------- | -------------------- | ------------------ | ---------------------------------------- |
| Juan Diego Alba                          | 11 września 1997     | Kolumbia           | Coldeportes-Zenú (2019)                  |
| Jorge Arcas                              | 8 lipca 1992         | Hiszpania          | Lizarte (2015)                           |
| Carlos Betancur (1 sty–31 sie)           | 13 października 1989 | Kolumbia           | AG2R La Mondiale (2015)                  |
| Héctor Carretero                         | 28 maja 1995         | Hiszpania          | Lizarte (2016)                           |
| Dario Cataldo                            | 17 marca 1985        | Włochy             | Astana (2019)                            |
| Gabriel Cullaigh                         | 8 kwietnia 1996      | Wielka Brytania    | Team Wiggins Le Col (2019)               |
| Iñigo Elosegui                           | 6 marca 1998         | Hiszpania          | Lizarte (2019)                           |
| Imanol Erviti                            | 15 listopada 1983    | Hiszpania          |                                          |
| Juri Hollmann                            | 30 sierpnia 1999     | Niemcy             | Heizomat rad-net.de (2019)               |
| Johan Jacobs                             | 1 marca 1997         | Szwajcaria         | Lotto-Soudal U23 (2019)                  |
| Matteo Jorgenson                         | 1 lipca 1999         | Stany Zjednoczone  | Chambéry CF (2019)                       |
| Lluís Mas                                | 15 października 1989 | Hiszpania          | Caja Rural-Seguros RGA (2018)            |
| Enric Mas                                | 7 stycznia 1995      | Hiszpania          | Deceuninck-Quick Step (2019)             |
| Sebastián Mora                           | 19 lutego 1988       | Hiszpania          | Caja Rural-Seguros RGA (2019)            |
| Mathias Norsgaard                        | 5 maja 1997          | Dania              | Riwal Readynez (2019)                    |
| Nelson Oliveira                          | 6 marca 1989         | Portugalia         | Lampre-Merida (2015)                     |
| Antonio Pedrero                          | 23 października 1991 | Hiszpania          | Inteja-MMR Dominican cycling team (2015) |
| Eduard Prades                            | 9 sierpnia 1987      | Hiszpania          | Euskadi-Murias (2018)                    |
| Jürgen Roelandts                         | 2 lipca 1985         | Belgia             | BMC Racing Team (2018)                   |
| José Joaquín Rojas                       | 8 czerwca 1985       | Hiszpania          | Astana (2006)                            |
| Einer Rubio                              | 22 lutego 1998       | Kolumbia           | Aran Vejus (2019)                        |
| Sergio Samitier                          | 31 sierpnia 1995     | Hiszpania          | Euskadi Basque Country-Murias (2019)     |
| Eduardo Sepúlveda                        | 13 czerwca 1991      | Argentyna          | Fortuneo-Oscaro (2017)                   |
| Marc Soler                               | 22 listopada 1993    | Hiszpania          | Lizarte-AD Galibier (2014)               |
| Albert Torres                            | 26 kwietnia 1990     | Hiszpania          | Inteja-Dominican cycling team (2018)     |
| Alejandro Valverde                       | 25 kwietnia 1980     | Hiszpania          | Comunidad Valenciana-Kelme (2004)        |
| Carlos Verona                            | 4 listopada 1992     | Hiszpania          | Mitchelton-Scott (2018)                  |
| Davide Villella                          | 27 czerwca 1991      | Włochy             | Astana (2019)                            |
|                                          |                      |                    |                                          |
| Źródła: ProCyclingStats Cycling Archives |                      |                    |                                          |

## Zwycięstwa
Opracowano na podstawie:
| Zwycięstwa | Zwycięstwa               | Zwycięstwa | Zwycięstwa | Zwycięstwa | Zwycięstwa |
| Data       | Wyścig                   | Państwo    | Kategoria  | Zwycięzca  |            |
| ---------- | ------------------------ | ---------- | ---------- | ---------- | ---------- |
| 1 lut      | Trofeo Pollença          | Hiszpania  | 1.1        | Marc Soler |            |
| 21 paź     | Vuelta a España, 2. etap | Hiszpania  | 2.UWT      | Marc Soler |            |

## Ranking UCI
| Ranking UCI | Ranking UCI        | Ranking UCI       | Ranking UCI |
| Kolarz      | Kolarz             | Państwo           | Punkty      |
| ----------- | ------------------ | ----------------- | ----------- |
| 40.         | Enric Mas          | Hiszpania         | 926 pkt     |
| 53.         | Alejandro Valverde | Hiszpania         | 716 pkt     |
| 95.         | Marc Soler         | Hiszpania         | 437 pkt     |
| 218.        | Nelson Oliveira    | Portugalia        | 178 pkt     |
| 299.        | Davide Villella    | Włochy            | 126 pkt     |
| 305.        | Jürgen Roelandts   | Belgia            | 125 pkt     |
| 311.        | Carlos Verona      | Hiszpania         | 124 pkt     |
| 318.        | Johan Jacobs       | Szwajcaria        | 121 pkt     |
| 367.        | Eduard Prades      | Hiszpania         | 107 pkt     |
| 417.        | Sergio Samitier    | Hiszpania         | 93 pkt      |
| 536.        | Matteo Jorgenson   | Stany Zjednoczone | 68 pkt      |
| 603.        | Antonio Pedrero    | Hiszpania         | 59 pkt      |
| 697.        | Héctor Carretero   | Hiszpania         | 47 pkt      |
| 761.        | José Joaquín Rojas | Hiszpania         | 41 pkt      |
| 950.        | Jorge Arcas        | Hiszpania         | 30 pkt      |
| 951.        | Dario Cataldo      | Włochy            | 30 pkt      |
| 956.        | Lluís Mas          | Hiszpania         | 29 pkt      |
| 1028.       | Einer Rubio        | Kolumbia          | 24 pkt      |
| 1032.       | Imanol Erviti      | Hiszpania         | 24 pkt      |
| 1054.       | Eduardo Sepúlveda  | Argentyna         | 23 pkt      |
| 1366.       | Juri Hollmann      | Niemcy            | 11 pkt      |
| 1948.       | Juan Diego Alba    | Kolumbia          | 3 pkt       |